# En attendant les barbares (film)
Pour les articles homonymes, voir En attendant les barbares (galerie d'art) et  En attendant les barbares (Coetzee).
 (janvier 2025).
Pour plus de détails, voir Fiche technique et Distribution.
En attendant les barbares est un film français d'Eugène Green sorti le 19 novembre 2017. 

## Synopsis
Dans la nuit, sur une petite scène de théâtre, six personnes (dont un bobo et sa bobelle, une peintrice, celui qui veut se marier mais avec une bobelle, celui qui couche dehors et le poète célibataire) frappent à la porte d’un mage et d’une magesse. Elles cherchent à se protéger de l’arrivée des barbares annoncée sur les réseaux sociaux,.

## Fiche technique
- Réalisation : Eugène Green
- Scénario : Eugène Green
- Photographie : Raphael O'Byrne
- Assistant à la réalisation : Gaël De Fournas
- Monteuses : Laurence Larre, Hélène Larrieu
- Ingénieur du son : Tristan Pontécaille
- Mixage : Tristan Pontécaille, Stéphane Thiébaut
- Régisseurs généraux : Raphaël Sevet, Cinthia Corot
- Pays d'origine :  France
- Langue originale : français
- Format :
- Genre : drame
- Durée : 1 h 16
- Dates de sortie : 19 novembre 2016

## Distribution
- Fitzgerald Berthon (le mage),
- Hélène Gratet (la magesse),
- Arnaud Vrech (le poète),
- Anne-Sophie Bailly (la peintrice)
- Ugo Broussot (le bobo),

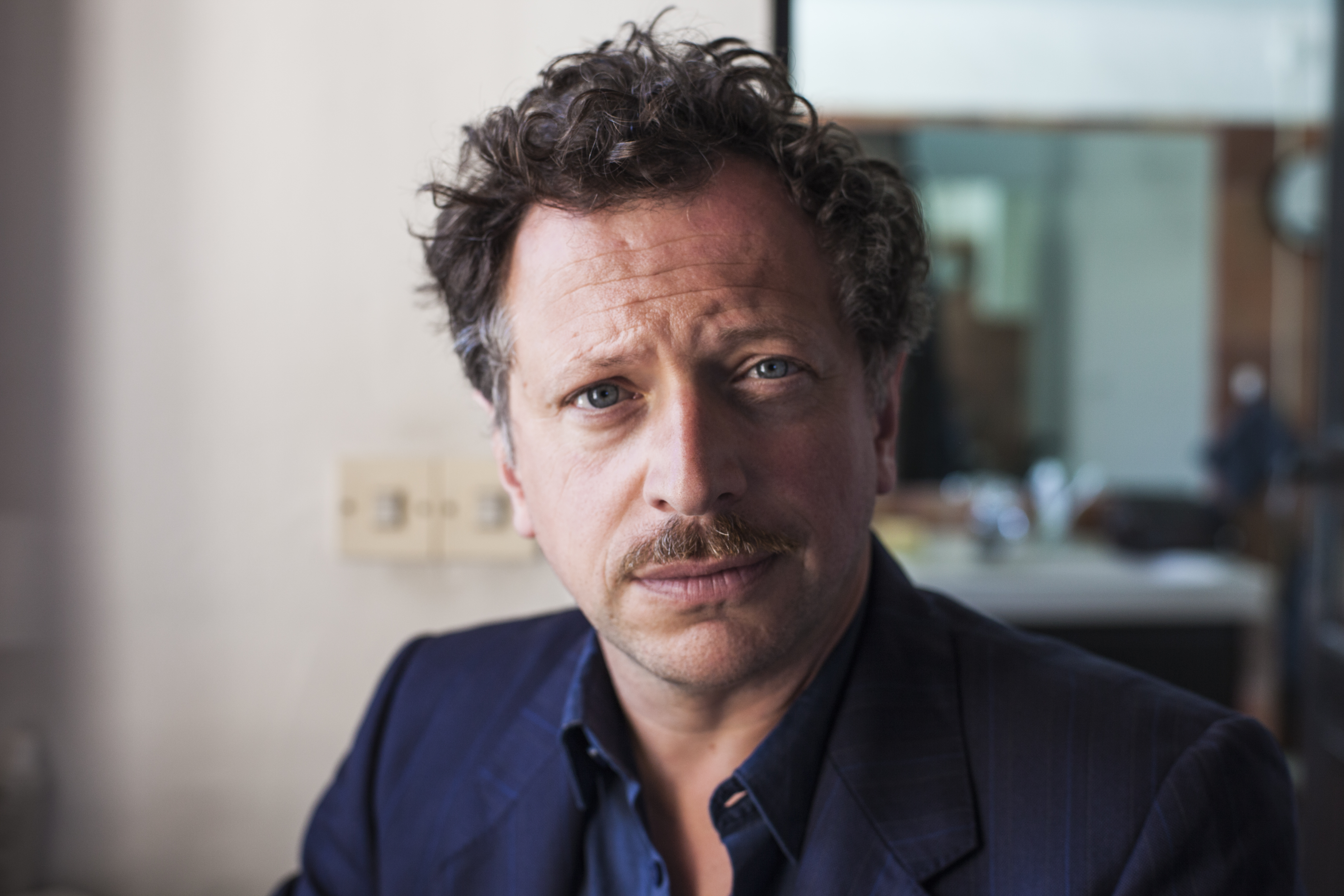
Ugo Broussot

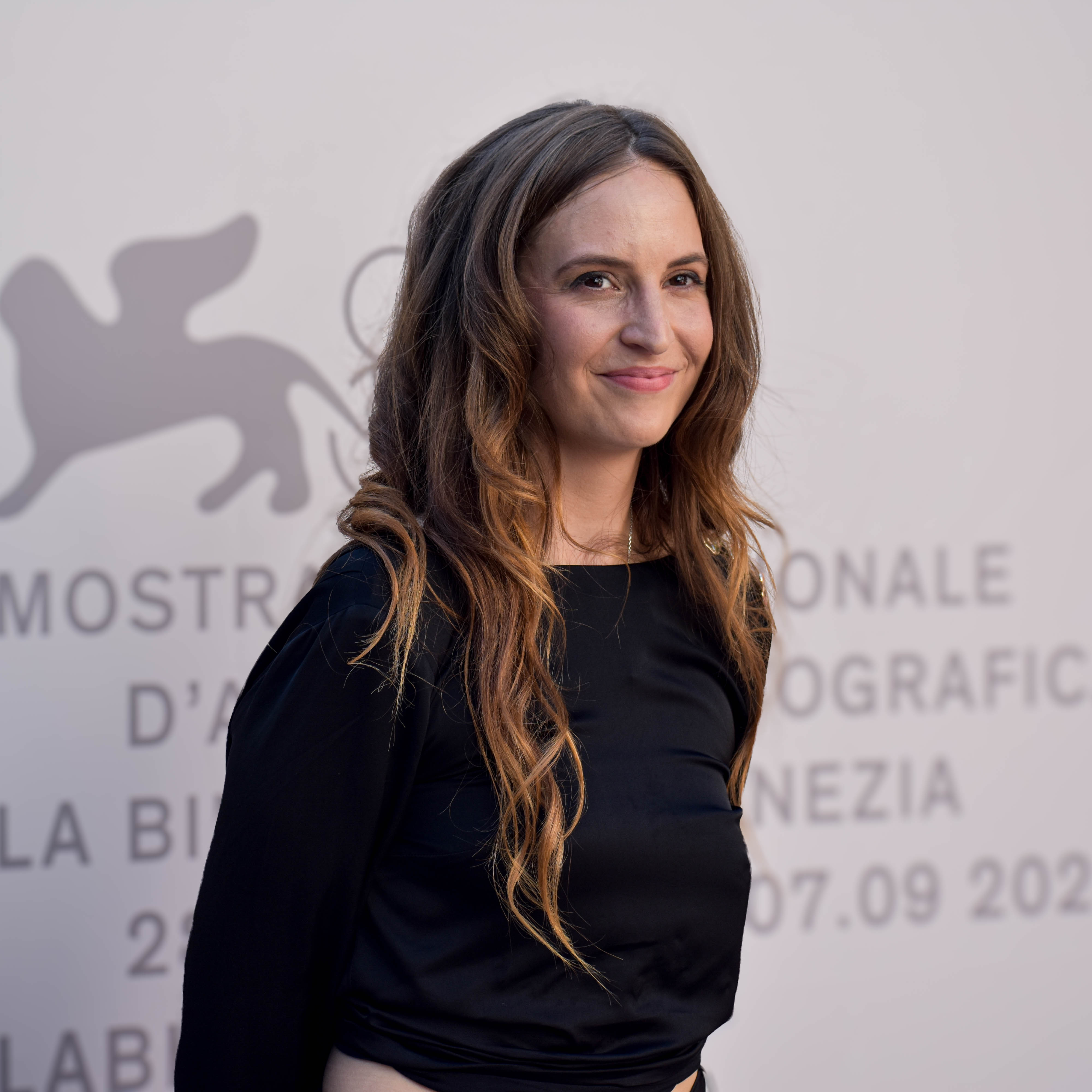
Anne-Sophie Bailly

- Clément Durand (le SDF / Mélian de Montmélior)
- Marine Chesnais (Brunissen de Montbrun),
- Chloé Chevalier (la bobelle),
- Frédéric Schulz-Richard (le non-bobo),
- François Lebas (Taulat de Rougemont)
- Valentine Carette
- Roman Kané

## Tournage
Pour faire ce film, Eugène Green a sélectionné 12 acteurs parmi 35 candidats. Il écrit ensuite le scénario, puis assisté d’une toute petite équipe dont son chef opérateur habituel, un preneur de son et un assistant réalisateur, il filme ces personnages durant dix jours avec un décor minimaliste et des intérieurs peu éclairés.

## Distinctions
Le film est lauréat du Prix Principauté des Asturies en 2018.